# Teller (Alaska)
Teller è una città dell'Alaska di 268 abitanti.